# Audi 80/90/4000
Audi 80/90 i 4000 su automobili iz srednje klase njemačke marke Audi i proizvodio se od 1972. godine do 1995. godine.

## 80 B1
Audi 80 B1 se proizvodio od 1972. do 1978. godine. Bio je tehnološki brat blizanac VW Passata B1 koji se proizvodio od 1973. do 1980. Automobil se ovjenčao titulom Europskog automobila godine za 1973. U prvoj generaciji ponudu čine (u Europi) limuzine s dvoja i četvera vrata. U USA postoji Audi 80 avant. Uvodni motori su bili 1,3 s 55 ks (normal benzin) i 1,5 75 i 85 ks (super benzin). Krajem 1974. dolazi sportska inačica 1,6 sa 100 ks. Upravo taj motor je baza za budućeg golfa GTI. U generaciji 1976. dolazi 1,6 motor sa 75 (normal benzin), 85 i 110 ks. Ovaj zadnji umjesto rasplinjača ima ubrizgavanje goriva Bosch k-jetronic, u biti to je pogonski agregat golfa GTI. U ljeto 1976. sljedi redizajn te automobil dobiva četvrtasta svjetla sa žmigavcima sprijeda, i veća zadnja svijetla.

## 80/90 B2
Druga generacija Audija 80 B2 se proizvodio od 1978. do 1986. godine.
Audi 90 B2 se proizvodio od 1984. do 1986. godine.

## 80/90 B3
Treća generacija Audija 80 proizvodila se od 1986. do 1991. godine.
Audi 90 B3 se proizvodio od 1986. do 1991. godine.
Ovjenčan titulom automobila godine 1987. Jedan od poznatijih primjera ove dodjele. Određivao ga je originalan, probojan, dizajn s karakterističnim karoserijskim rješenjem.

## 80 B4
Četvrta i posljednja generacija Audija 80 se proizvodila od 1991. do 1996. godine.

## Audi 4000 (Američko tržište)
Proizvodio se od 1979. godine isključivo za američko tržište i imao je sljedeće motore:
- 1,8 - 75KS (Audi 4000)
- 2,1 - 101KS (Audi 4000S)
- 2,2 - 120KS (Audi 4000S quattro)

## Motori
| 1,3 | 54 KS  |
| 1,3 | 60 KS  |
| 1,4 | 65 KS  |
| 1,5 | 65 KS  |
| 1,6 | 54 KS  |
| 1,6 | 70 KS  |
| 1,6 | 71 KS  |
| 1,6 | 72 KS  |
| 1,6 | 75 KS  |
| 1,6 | 80 KS  |
| 1,6 | 83 KS  |
| 1,6 | 85 KS  |
| 1,6 | 100 KS |
| 1,6 | 102 KS |
| 1,6 | 110 KS |
| 1,7 | 79 KS  |
| 1,8 | 75 KS  |
| 1,8 | 87 KS  |
| 1,8 | 90 KS  |
| 1,8 | 110 KS |
| 1,8 | 112 KS |
| 1,8 | 64 KS  |
| 1,8 | 75 KS  |
| 1,8 | 90 KS  |
| 1,8 | 113 KS |
| 1,8 | 115 KS |
| 2,0 | 64 KS  |
| 2,0 | 75 KS  |
| 2,0 | 90 KS  |
| 2,0 | 110 KS |
| 2,0 | 113 KS |
| 2,0 | 115 KS |
| 2,0 | 140 KS |
| 2,1 | 107 KS |
| 2,1 | 115 KS |
| 2,2 | 130 KS |
| 2,2 | 136 KS |
| 2,2 | 230 KS |
| 2,3 | 133 KS |
| 2,6 | 139 KS |
| 2,6 | 150 KS |
| 2,8 | 174KS  |

## Vanjske poveznice
|  | Zajednički poslužitelj ima još gradiva o temi Audi 80 |

|  | Zajednički poslužitelj ima još gradiva o temi Audi 90 |

|  | Zajednički poslužitelj ima još gradiva o temi Audi 4000 |